# 加藤健三
加藤 健三（かとう けんぞう、1924年（大正13年）11月28日 - ）は、日本の医師。内科医。専門は循環器内科。旧姓、山田。元宮内庁皇太后宮侍医長。医学博士（東京大学）。
侍医、また侍医長として昭和天皇や香淳皇后の治療に当たった。

## 人物・経歴
静岡県島田市出身。静岡県立静岡中学校に学ぶ。1948年（昭和23年）、東京大学医学部卒業。1949年（昭和24年）、東京大学医学部左々、美甘内科教室勤務。1952年（昭和27年）、東京大学助手。1955年（昭和30年）、関東逓信病院内科勤務。1957年（昭和32年）、医学博士（東京大学）。1964年（昭和39年）、佐々木研究所附属杏雲堂病院内科勤務。1976年（昭和51年）、銀座菊池病院内科勤務。
1982年（昭和57年）、侍医。昭和天皇の侍医団は1988年（昭和63年）に東大第四内科から若手の医師1名が加わって五人となり、これが昭和天皇の最後の侍医団となった。1989年（昭和64年）1月7日、昭和天皇崩御。その後、皇太后宮侍医。1991年（平成3年）、皇太后宮侍医長。
2000年6月16日、香淳皇后が崩御。崩御の後、「高齢による諸症状が進行し全体としての容態が悪化、老衰に基づく呼吸不全となった。（酸素吸入以外の措置を取らなかったことについて）薬物治療による苦痛は避けたかった。この方針は両陛下に以前から申し上げていた」と、香淳皇后の病態についてアナウンスを行った。

## 著書
- 『病気と食生活シリーズ3 腎臓病と食生活』 医歯薬出版 1970

### 共著
- 『ベッドサイドの診療と実際』 原沢道美, 加藤健三, 亀田治男 編 広川書店 1973

### 翻訳・監訳
- 『心臓の救急治療』 ゴールドバーガー 著; 加藤健三, 宮下英夫 共訳	広川書店	1985.6
- 『循環器病学』 ハーストほか編 ; 加藤健三 ほか訳編	広川書店	1978.5
- 『心臓病学 下』 フリードバーグ 著; 吉利和, 加藤健三, 宮下英夫 監訳 1975
- 『心臓病学 上』 フリードバーグ 著; 吉利和, 加藤健三, 宮下英夫 監訳 1975

## 栄典
- 勲三等旭日中綬章